# Jur Vrieling
Jur Vrieling, född den 31 juli 1969 i Slochteren i Nederländerna, är en nederländsk ryttare.
Han tog OS-silver i lagtävlingen i hoppning i samband med de olympiska ridsporttävlingarna 2012 i London.